# Дмитриановское
Дмитриа́новское — село в сельском поселении Петровское Ростовского района Ярославской области России. Расположено в 77 км от Ярославля, 23 км от Ростова, 12 км от федеральной автотрассы М8 «Холмогоры» и в 26 км от ближайшей железнодорожной станции Ростов-Ярославский.

## История
По легенде в 1740 году через село проезжал богатый помещик и увидал гуляющего мальчика. Мальчик ему понравился и он, выпросив его у родителей, увез его с собою и стал воспитывать. Так как помещик был холостой, то после его смерти все его богатство досталось воспитаннику. Этот последний продал все имущество и поступил в монахи, а в память о себе, на месте своей родины выстроил каменный храм. Сельский каменный пятиглавый храм во имя св. Димитрия Солунского был сооружен в 1763 году, колокольня осталась деревянная от прежней церкви. В 1864 году колокольня за ветхостью была разобрана и построена новая каменная. 
В конце XIX — начале XX село входило в состав Зверинцевской волости Ростовского уезда Ярославской губернии. В 1885 году в селе был 51 двор.
С 1929 года село входило в состав Филяевского сельсовета Ростовского района, с 1935 по 1959 год в составе Петровского района, с 1954 года село являлось центром Дмитриановского сельсовета, с 2005 года — в составе сельского поселения Петровское.

## Население
| 1859 | 2007 | 2010 |
| ---- | ---- | ---- |
| 320  | ↗441 | ↘362 |

## Экономика
Основное занятие жителей села — сельское хозяйство, огородничество. Также в Дмитриановском имеется производство молока и молочной продукции «Холмогоры».